# 四張犁
四張犁，是臺灣臺中市北屯區的一個傳統地域名稱，位於該區西北部。相較於今日行政區，其範圍大致包括四民里、仁和里不含最北端及東南端、仁愛里、松強里西北端、松竹里西北端、仁美里南半部與北半部的東南側及西側洲際棒球場對副三角形地區、同榮里東南端四張犁國中的東半部區域。

## 歷史
台灣清治末期至日治初期，四張犁地區為一街庄，稱為「四張犁街」，隸屬於捒東下堡。該街北與上七張犁庄、水汴頭庄為鄰，東北邊一小段與甘蔗崙庄為界，東邊北段與頭家厝庄為鄰，東邊南段及南邊東段與三份埔庄為鄰，南邊西段為水湳庄，西邊為陳平庄、後庄仔庄，西南端一小段與下石碑庄為鄰。
1901年（日治明治三十四年）11月，全台廢縣廳改設二十廳，該街隸屬於臺中廳。1903年（明治三十六年）6月，該街編入「四張犁區」，隸屬於臺中廳。1909年（明治四十二年）10月，合併二十廳為十二廳，四張犁區隸屬不變。1920年（大正九年），全台地方制度大改正，廢十二廳改設五州二廳，該街改制為「四張犁」大字，隸屬於臺中州大屯郡北屯庄。
戰後北屯庄改制為北屯鄉，隸屬於臺中縣，大字亦改制為村。1947年2月，北屯鄉併入省轄臺中市而改稱北屯區，村亦改制為里。1950年10月，中、彰、投分治，北屯區仍隸屬臺中市。2010年12月，臺中縣市合併為直轄臺中市，北屯區隸屬不變。

## 聚落
本地區發展較早的聚落有凹湖仔底、四張犁、聖王廟后等，在日治期初期的官方地圖上已有記載。此外，本地區尚有陸光九村、仁美新村、民安社區、永吉新村、陸光八村、仁和新村等聚落。

## 交通
省道台1乙線（中清路二段）是大雅至大肚區王田的幹道，大致以北北西—南南東走向經過四張犁地區西南端。由該道路向北北西可前往西屯東北部、大雅並止於省道台10線路口，向南南東可前往台中市區西部、烏日並止於國道1號王田交流道南側的省道台1線路口。
省道台74線原稱「中彰快速道路」，現稱「快官霧峰線」，是彰化縣快官順時針繞行臺中市區外圍至霧峰的快速道路，大致以西向東經過本地區北部邊界地帶。由該道路向西轉西南可前往西屯、南屯、烏日等地，向東經潭子南部繞大彎轉南可前往北屯中部、太平、大里、霧峰等地。

## 學校
- 衛道中學
- 四張犁國中（東半部）
- 四張犁國小
- 仁愛國小
- 仁美國小
- 馬禮遜美國學校

## 文化資產
- 北屯文昌廟（市定古蹟）

## 宗教場所
道教及民間信仰
- 北屯文昌廟
- 四張犁三官堂
- 四張犁開漳聖王廟
- 四民里頂街集福祠土地廟
- 仁美里廣福祠土地廟
- 仁美里合福祠（傳說主祀戴潮春夫婦）
- 建興祠土地廟

## 運動休閒
- 臺中市洲際棒球場（東南大半部）